# Metarctia brunneipennis
Metarctia brunneipennis is een vlinder uit de familie spinneruilen (Erebidae), onderfamilie beervlinders (Arctiinae). De wetenschappelijke naam van de soort is voor het eerst geldig gepubliceerd in 1932 door Hering.
Deze nachtvlinder komt voor in tropisch Afrika.